# 遺囑信託
‘遺囑信託’是指委託人以遺囑的方式，訂立於死亡後將指定遺產用信託方式，請受託人依委託人規劃方式，將信託財產的利益給予受益人，至信託存續期間屆滿為止。
其組成要素為「遺囑」及「信託」二部份，「遺囑」依民法繼承編第三章，指遺囑人為其意思於死後發生法律效力；「信託」依信託法第一條，指委託人將財產權移轉，使受託人依委託人目的，給受益人利益。遺囑需先合法成立，信託內容才會有效

。遺囑信託在許多國家都是處理遺產常用的方式。例如，蘋果公司的創辦人史蒂夫·賈伯斯、梅艷芳、威爾斯王妃黛安娜、麥可·傑克森、 比爾·蓋茲都有設立遺囑信託。

## 遺囑信託的架構
一、委託人訂立合法遺囑（合法方式有：自書遺囑、公證遺囑、密封遺囑、代筆遺囑、口授遺囑），於遺囑中指定遺囑執行人，並於信託人（例如銀行）簽立信託約定書。
二、遺囑信託自委託人死亡後，正式生效。
三、遺囑執行人申報繳納移產稅後，將遺產交付受託人。
四、受託人依遺囑信託內容管理運用受託財產，將信託利益交付受益人（遺產繼承人）。
五、可另指定信託監察人,為信託財產加強把關。

## 遺囑信託的功能
一、避免年幼的受益人，分配到的遺產不當使用，或被他人侵佔。遺囑信託可指定支付生活費、醫療費、學費，待受益人成年再給付剩餘信託財產。
二、避免年邁的受益人，不善理財。遺囑信託可指定支付每月生活費，待年邁的受益人過世，可再將剩餘信託財產，捐給公益單位。
三、遺產中如有股權的話，可以遺囑信託將股權集中，不被分散各個繼承人，而影響公司的經營權。

## 外部連結
- . ETtoday新聞雲. 2018-10-25  [2018-11-10]. （原始内容存档于2020-10-23）.
- 遺囑信託 免驚敗家子[]